# 발릭파판 해전
발릭파판 해전(Battle of Balikpapan)은 태평양 전쟁 초기인 1942년 1월 24일에 발발한 해전이다. 연합국 측은 마카사르 해협 해전이라고 불렀다. 30분간의 야간 해상 전투이며, 일본군 수송선단과 호위를 하는 제4수뢰전대가 돌입해 온 미군 구축함 4척에 농락당했다. 네덜란드령 동인도 방면의 연합군 함대 유일한 승리였지만, 일본군의 발릭파판 점령을 막지는 못했다.

## 일본군의 상륙
1942년 1월 10일 보르네오의 타라칸섬을 점령한 일본군은 이어 보르네오 발릭파판에 상륙 작전을 시작하게 되었다. 1월 21일 저녁, 제1호위대(지휘관 니시무라 쇼지 소장 / 제4수뢰전대 사령관 : 제4수뢰전대 기간)와 수송선단 36척으로 구성되어 타라칸을 출발했다.
- 경순양함 1척 : 나카(那珂)
- 구축함 9척
  - 무라사메(村雨), 유다치(夕立), 하루사메(春雨)
  - 사미다레(五月雨), 아사구모(朝雲), 나츠구모(夏雲)
  - 미네구모(峯雲), 우미카제(海風), 카와카제(江風)
- 소해정 4척, 구잠정 3척, 경비정 3척
- 수송선 16척
  - 쓰루마루(敦賀丸), 리파루르마루(りぱぷーる丸), 니쇼마루(日照丸), 에히메마루(愛媛丸)
  - 아사히야마마루(旭山丸), 니세마루(日帝丸), 구마카와마루(球磨川丸), 스마노우라마루(須磨ノ浦丸)
  - 하바나마루(はばな丸), 한코마루(漢口丸), 세무마루(帝龍丸), 쿠레타케마루(呉竹丸)
  - 킨야스야마마루(金耶摩山丸), 후지카게마루(藤影丸), 다쓰노카미마루(辰神丸), 미나미야마루(南阿丸)

발릭파판섬의 정유를 무사히 손에 넣기 위해 작전을 실행했지만, 이 시도는 실패로 돌아갔다.
1월 22일 선단은 마카사르 해협에 들어갔지만 타라칸섬의 제23항공전대에서 “강우 때문에 22일, 23일 비행장 사용이 불가하여 전투기 엄호를 할 수 없다”는 연락이 온다. 제24구축대(우미카제 海風, 카와카제 江風)는 별동대로 먼저 출발했다. 1월 23일 저녁, 쌍발 폭격기 9기, 경폭격기 4기의 공습을 받은 해군 운송 선박 ‘다쓰노카미마루’(辰神丸)가 손상을 입었다. 이어 구축함 ‘카와카제’(江風)가 적 잠수함을 탐지해 폭뢰 공격을 실시하는 동시에 한 시간 넘게 공습을 받았다. 19시 30분 ‘미나미야마루’(南阿丸)가 네덜란드군의 B-10 폭격기의 공격에 피탄되어 싣고 있던 휘발유에서 불이 났기 때문에 선체를 포기했다. 승무원들은 구축함 ‘미네구모’(峯雲)에 수용되었다. 밤이 되어 선단은 발릭파판 정박지에 도착하였고, 제2구축함대(무라사메, 하루사메, 사미다레, 유다치)가 정박지 소해를 실시했다.
1월 24일 날짜 변경시 제1호위대는 정박지 경계 진형으로 전환하고 있었지만, 제2구축함대는 정박지 남쪽 몇 해리 떨어진 곳에서 소해삭을 설치하고 있었다. 제4수뢰전대 기함(경순양함) ‘나카’는 첫 정박지인 ‘쓰루마루’ 남서 약 1km 떨어진 곳에 정박해 있었는데, 00시 35분 전후에 어뢰정(실제로 네덜란드 잠수함 K-18)을 발견하고, 뢰적을 인지하고 함수를 간신히 피했지만, 이 어뢰가 ‘쓰루마루’에 명중되어 ‘쓰루마루’는 침몰되고 말았다. 니시무라 사령관은 제30소해 부대(제17, 제18호 소해정)에 구조를 명령하고, 제9구축대(아사구모 朝雲, 미네구모 峯雲, 나츠구모 夏雲)는 선단 동쪽 3km를, 제31구잠대는 선단 서쪽을, 초계정은 선단 남쪽을, 제11소해대는 호송선단 북쪽을 각각 경계하도록 명령했다. ‘나카’는 정박지 동쪽 5km 부근으로 나가 경계를 했고, 제9구축대에 계속 명령을 내렸다. 제2구축함대는 ‘나카’, ‘아사구모’, ‘나츠구모’, ‘미네구모’ 가 외부를 순찰하고 있었다. 오전 1시 40분 1차 상륙 부대가 출발했다.

## 미 함대의 공격
이에 앞서 연합군 ABDA 함대 사령부(사령관 토마스 C. 하트 미국 아시아 함대 사령관)는 일본군의 다음 목표를 발릭파판으로 예상하고 타라칸 해에서 마카사르 해협 남부에 미 잠수함 6척과 네덜란드 잠수함 2척을 배치했다. 이어 수상 함대를 파견했지만, 항공 지원이 없기 때문에 일본군 수송선단을 발견하지 못하고 연료 보급을 위해 귀환할 수밖에 없었다.